# 海马旁回
海马旁回（英文：Parahippocampal gyrus）是环绕海马体的大脑皮层灰质区，属于边缘系统/边缘叶的一部分。 海马旁回在记忆存储和调取的过程中扮演重要角色（尤其空间记忆和导航）。

## 结构
海马旁回分为前部和后部：前部包含钩回，与鼻周皮层（有包含关系）、内嗅皮层、后鼻皮层联系紧密；后部舌回相连。
海马旁回是枕颞内侧回（medial occipitotemporal gyrus）的一部分、另一部分为舌回，与下方的梭状回（枕颞外侧回）相对应。海马旁回与梭状回之间有侧副裂隔开。

## 功能
海马旁回位置区域（parahippocampal place area）在认知和存储环境场景的过程中扮演重要角色。功能性磁共振成像研究发现，该区域在测试者观察地形场景过程中高度活跃，包括风景、城市景观以及房间等。该区域损伤的患者，能够认知场景中的具体事物（如人、家具等），但无法认知场景。

## 临床
海马旁回与部分海马硬化的病例有关。在一些精神分裂的患者中，海马旁回出现不对称。

## 图像

海马旁回位于红色标记处
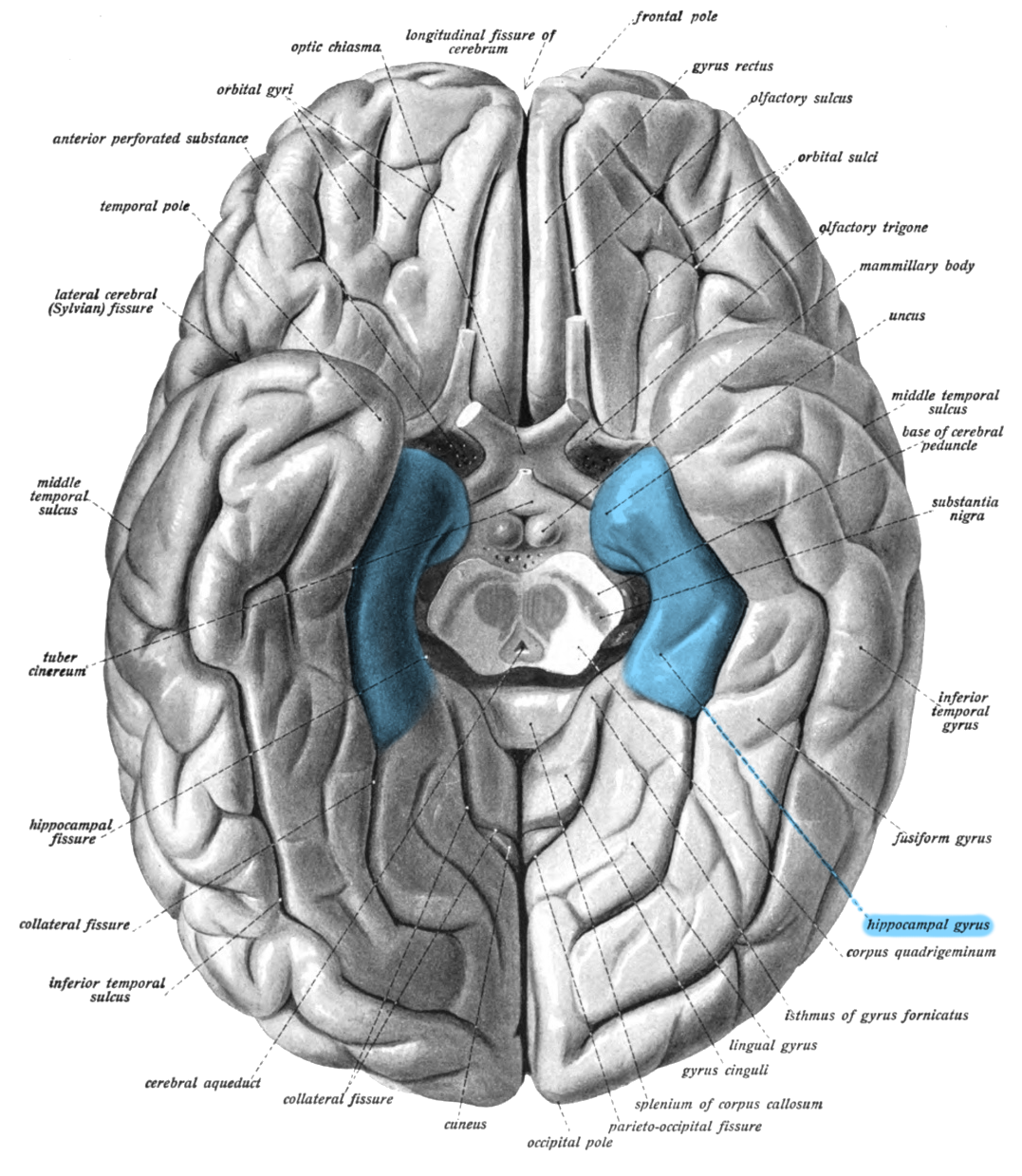
人脑底部（海马旁回位于蓝色标记区）
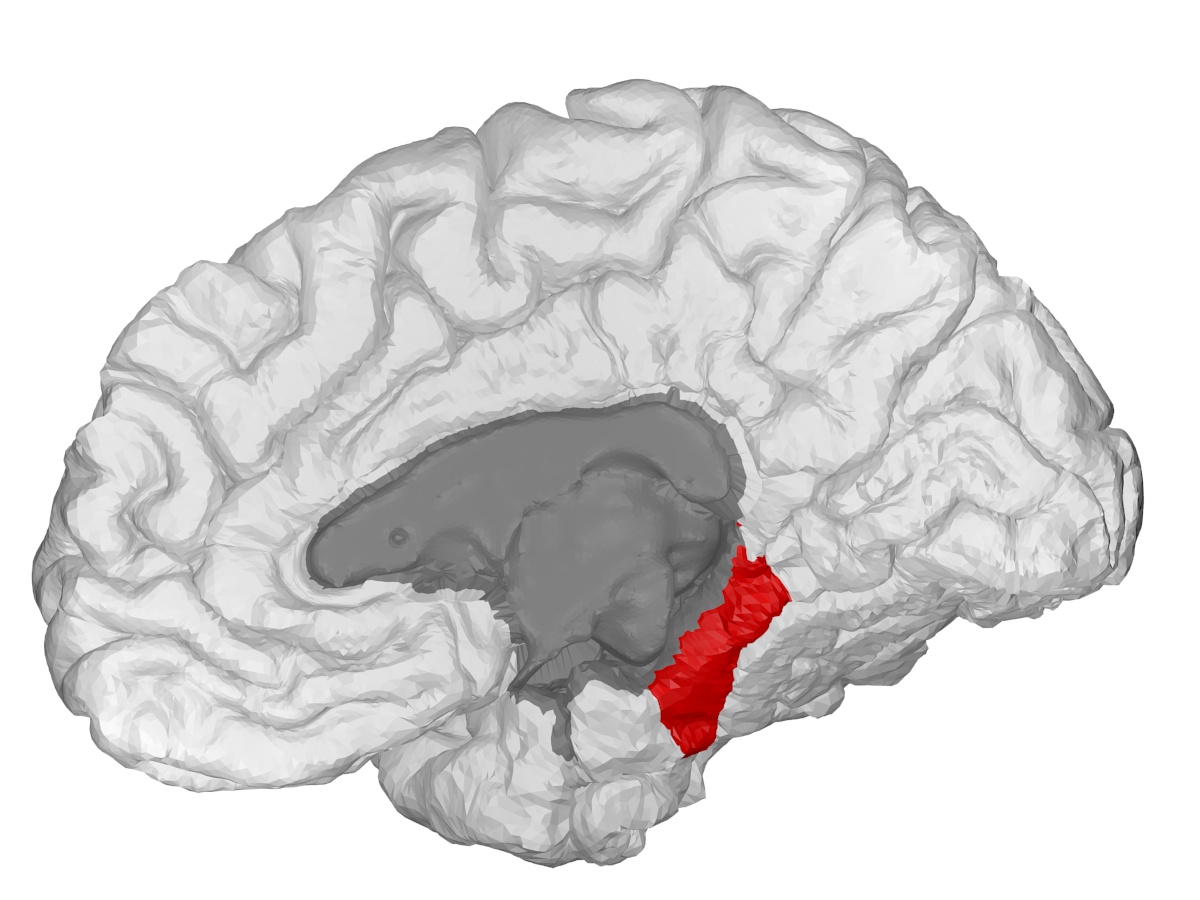
右侧大脑半球（海马旁回位于红色标记处）